# Isabel Etxeberria Gorriti
Isabel Etxeberria Gorriti (San Sebastián, 31 de enero de 1915) es una profesora española nacida en el País Vasco pero que pasó la mayor parte de su vida profesional en Llansá (Alto Ampurdán, Cataluña). Durante la Segunda República, empezó a enseñar haciendo prácticas en Álava. Como consecuencia de las purgas de las autoridades franquistas, después de trabajar a Guetaria (Guipúzcoa) y Gaviria (Guipúzcoa), fue enviada a la localidad de Llansá.

## Biografía

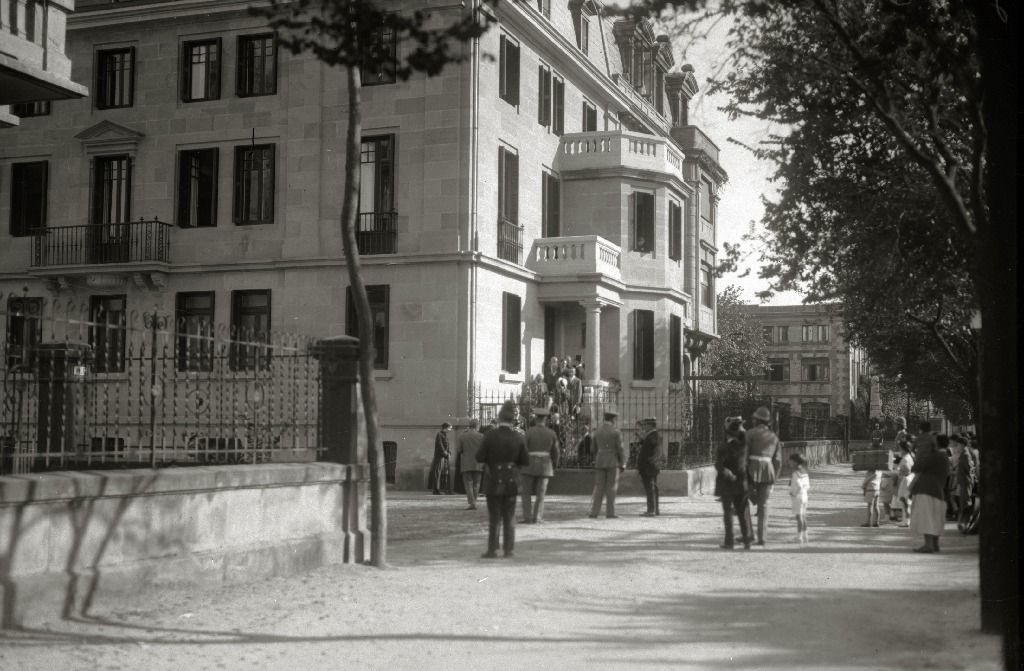
La escuela estaba ubicada en el edificio del Paseo de Francia de San Sebastián, número 9.

Isabel Etxeberria nació en San Sebastián. Su madre, Lorenza Gorriti Olaizola, de Arroa, de la casa Cruz Venta y su padre, José Antonio Etxeberria Rementeria, de Deva, tuvieron cinco hijos: tres niñas (Benita, María Teresa e Isabel) y dos niños (Juan y Modesto).
Después de sus primeros estudios en San Sebastián, pasó dos años internada en la Escuela Carmelita Descalza de Zumaya. Volvió a San Sebastián para estudiar bachillerato en la escuela de la Institución Teresiana, en el paseo de Francia, en el centro de la ciudad. Mientras estudiaba allá, se proclamó la Segunda República española, cuando ella tenía dieciséis años.
Después de acabar el bachillerato y ver que conseguía unos resultados excelentes, se decidió a continuar sus estudios, atraída por los cambios radicales que la Segunda República provocó en el campo del educación. Así, decidió continuar los estudios de profesora, por un lado, como una oportunidad para mantenerse conectada en el mundo del aprendizaje; y, por otro lado, con las reformas de la República, fue la oportunidad perfecta para maestros y maestras de recibir una educación amplia y profunda.

### Trayectoria profesional

#### Un largo camino para ser profesora
La Segunda República española cambió radicalmente sus planes de estudios bajo la dirección del ministro de Instrucción Pública y Bellas artes, Marcelino Domingo. Los estudiantes que querían ser profesores tenían que pasar un examen riguroso, una vez acabados los estudios secundarios, para poder optar a una de las limitadas plazas que ofrecía la Escuela de Formación del Profesorado. Después de tres años de estudio intensivo, tenían que pasar un examen final, antes de hacer el último paso: un año de práctica en una escuela con el mismo salario que un profesor.
En los primeros pasos de la Segunda República, la Escuela Normal de San Sebastián se estableció en el colegio de la Compañía de Jesús. Isabel Etxeberria empezó sus estudios en otoño de 1932.
Junto con asignaturas intensivas, aprendió inglés y trabajos manuales. También practicaba mucho la música; Isabel Etxeberria ya había aprendido música en su hogar, puesto que sus padres y hermanos eran amantes de la música. Estudió piano, y también intentó tocar el txistu, con 85 años, pero se le hizo «muy difícil».
Elegida la especialidad de ciencias, tuvo la oportunidad de sacar todo el partido a la apasionada reforma pedagógica de la Segunda República de aquellos tres años. Se basaban en todas las tendencias pedagógicas para despertar la espontaneidad del alumnado, con el objetivo de cambiar radicalmente la conducta del profesor: en el nuevo sistema educativo de la República, el profesor tenía que ser el referente de los niños y niñas.
Para una mejor comprensión de los cimientos y enfoques de la pedagogía innovadora, los profesores hacían una estancia a Madrid, como viaje de fin de carrera, para participar en un seminario organizado por el proyecto pedagógico Institución Libre de Enseñanza.

#### Prácticas en Ribera Baja

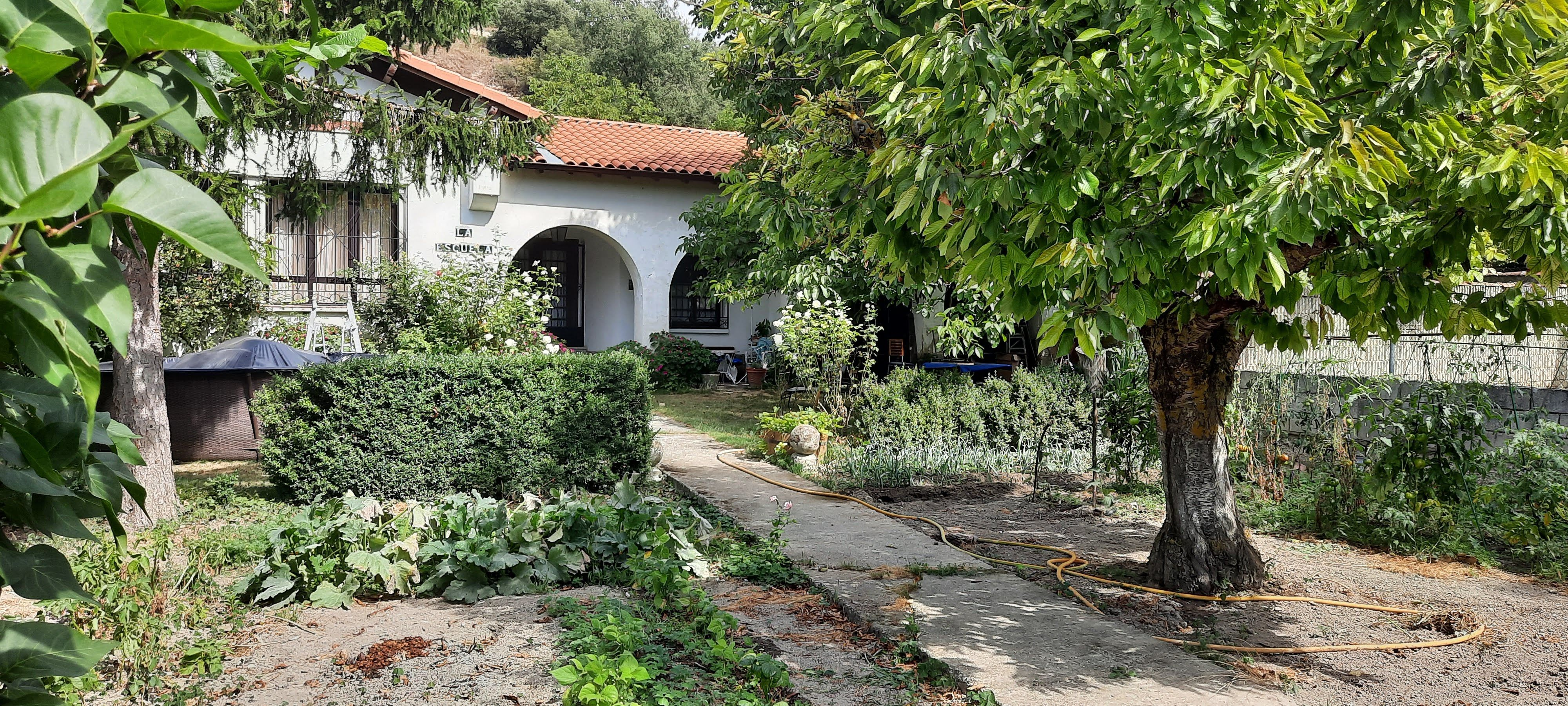
Escuela construida en la época de la República en Quintanilla de la Ribera, (reconvertida en vivienda).

Después de los tres cursos realizados en la Escuela Normal, Isabel Etxeberria tuvo que realizar un curso de prácticas al concejo de Quintanilla de la Ribera del municipio de Ribera Baja, en la Cuadrilla de Añana de Álava, empezando en octubre de 1935.
A pesar de que era un pueblo pequeño, encontró recién estrenado el edificio de la escuela; una de las cuatro mil nuevas escuelas construidas en todo España entre 1931-1935, dentro de la planificación de la República. Por supuesto, se daban clases mixtas, niños y niñas, no solo locales, sino de todos los barrios de la zona.
Otra de las medidas adoptadas por la República para incrementar la dignidad de la profesión de magisterio fue que el profesorado en prácticas recibía casi el salario ordinario de maestros.
Al finalizar el curso, un inspector de educación hacía una evaluación a cada profesor y profesora, puesto que sin superarla no se podía obtener el título de magisterio. Isabel Etxeberria no tuvo problemas para superar la evaluación.

## La guerra civil
A pesar de que el curso acababa el 15 de julio, el obispo de Vitoria, Mateo Múgica Urrestarazu, señaló que tenía que visitar el pueblo en los próximos días para dar la confirmación a los jóvenes. En un pequeño pueblo de estas características era inusual recibir la visita del obispo, por lo cual el cura del pueblo, originario de Astigarraga, le pidió que permaneciera en el pueblo. Así, el golpe de Estado del 18 de julio de 1936 la pilló en el pequeño pueblo alavés.
Álava estaba en manos de los franquistas íntegramente, mientras que San Sebastián estaba todavía bajo el gobierno de la República; así que pudo irse a su casa. Al llegar a San Sebastián, sin embargo, encontró la casa familiar ocupada por una familia franquista. Su madre y los hermanos se habían ido a Cestona, antes de que los franquistas ocuparan la capital guipuzcoana. Los republicanos habían detenido con anterioridad a Juan, hermano seminarista de Isabel, y la madre temía que lo pudieran arrestar de nuevo. En esta situación y sin poder contactar con su familia, decidió volver a Ribera Baja. En transcurso de unas semanas, la familia consiguió reunirse en San Sebastián, cuando se enteró de que los ocupantes se habían ido de la casa. Isabel tenía entonces 21 años.

## Maestra de la República durante el Franquismo
Los franquistas empezaron inmediatamente a aplicar represalias contra las maestras y los maestros de la República en todos los territorios que dominaban.

### Consecuencias de la depuración
Las maestras de la República fueron el primer colectivo que sufrió la represión franquista. Los franquistas utilizaron varias opciones para aplicar represalias contra los profesores que no decidieron ir al exilio:
- Condenas de muerte por juicios militares.
- Inhabilitación docente.
- Jubilaciones forzosas.
- Curso obligatorio de «reeducación».
- Traslados forzados a provincias o territorios remotos.
- Investigaciones de los comités de depuración.[14]

Al volver a San Sebastián, Isabel Etxeberria fue obligada a realizar el Servicio Social que el franquismo estableció para las mujeres, sin el cual no se podía obtener el título de profesora en el nuevo régimen fascista. El Servicio Social organizado por la Sección Femenina de Falange Española era imprescindible para aquellas mujeres solteras de entre 17 y 35 años que querían trabajar. Isabel Etxeberria tuvo que hacer, durante dos o tres meses, tareas de cosido a máquina, enfermería, como camarera en un comedor social y, los fines de semana, pidiendo dinero por las calles.

### Guetaria, Gaviria

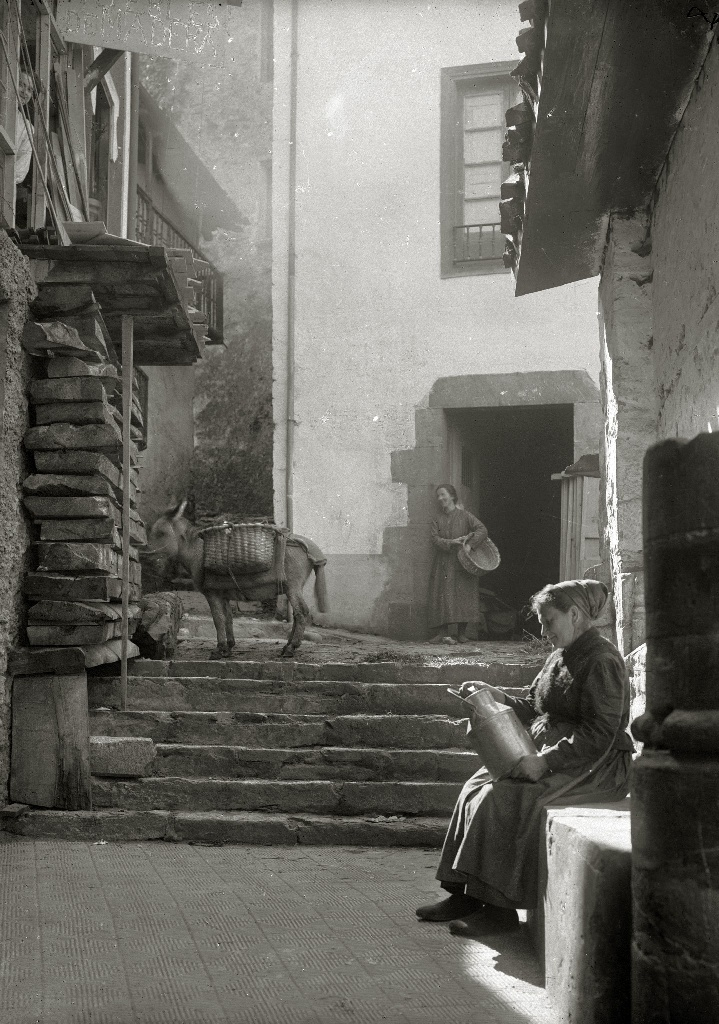
Localidad de Guetaria, 1932.

Acabado el Servicio Social, después del informe de depuración, fue enviada a Guetaria (Guipúzcoa) como destino forzoso. Empezó a trabajar como maestra el 11 de septiembre de 1937, en la escuela de la Cofradía de Pescadores, en un grupo con solo chicos. En el pueblo había una escuela central, pero en aquella escuela más pequeña la mayoría de los alumnos eran hijos de pescadores.La población de Guetaria sufría una grande pobreza en aquellos años. A modo de ejemplo, el amo de la casa donde se alojaba Isabel, Francisco Iruretagoiena, minusválido, estaba obligado a realizar una guardia nocturna en la carretera, puesto que todos los pueblos tenían que poner guardias nocturnos, y los pescadores tenían que pagar dinero para estar libres de aquella tarea.Estuvo dos cursos en la escuela de Guetaria, hasta 1939. En ellos supo que la guerra civil española había acabado.

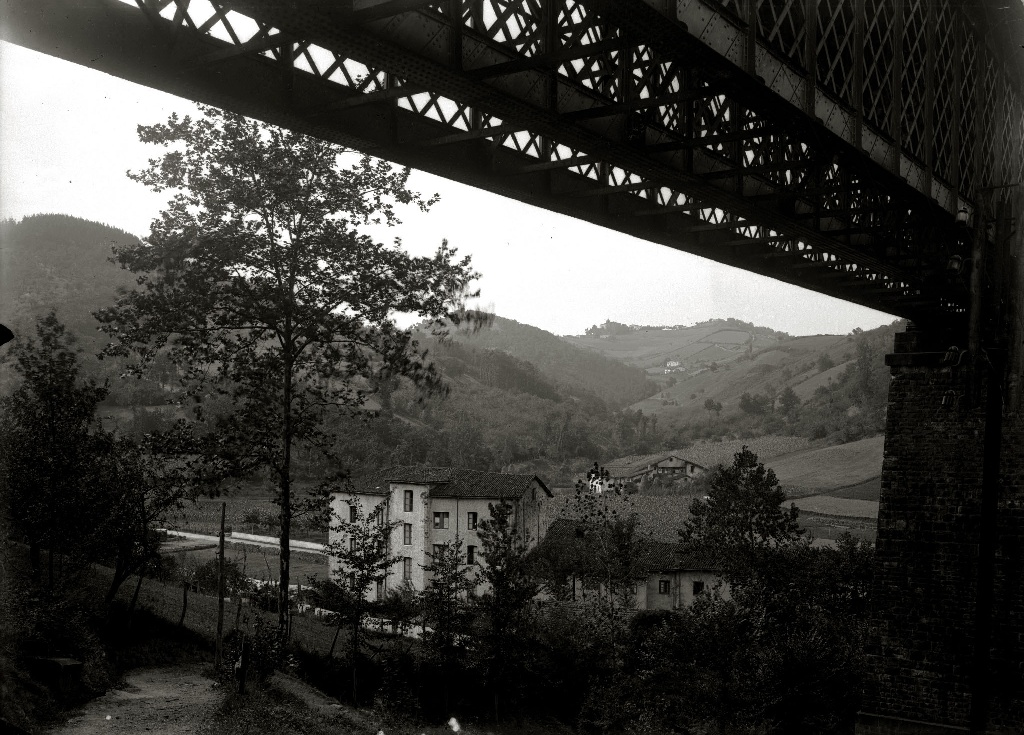
Gaviria vista desde Ormáiztegui (1940).

Tuvo que salir de la escuela de Guetaria por un segundo expediente de depuración. Así, el 17 de septiembre de 1939, fue enviada a la escuela de Gaviria (Goyerri, Guipúzcoa) para hacerse cargo del grupo de niñas. En Gaviria realizó cuatro cursos, hasta diciembre de 1942. Probablemente la inspección educativa la malmiraba por hablar en euskera con las alumnas. Entonces, se le adjudicó definitivamente como destino Llansá.

## Llansá, puesto de trabajo y residencia

### Opción forzada
Junto con otros muchos maestros depurados de la República, fue obligada a presentarse al concurso general para la adjudicación de puestos de trabajo docentes por todo España:

«En el concurso tenías que escoger entre las plazas que quedaban y nosotros, los maestros de la República, fuimos los últimos en escoger. Teníamos que esperar que primero se colocaran el resto. Escogí Llançà por el mar», dice con convicción. ¿Recuerda qué otros destinos podría haber elegido?, le pregunto. «Sí. En Andalucía había muchos pueblos. También estaba Galicia, algunos pueblos de Asturias y Valencia. ¡Pero a mí me interesaba estar tan cerca de casa como fuera posible y por allá no había opción! ¡Mira, vete lejos! Tuve que aceptar el que había. Mi madre me decía que Llançà estaba muy lejos, pero yo siempre le decía que si me iba mal ya volvería. Siempre he estado muy libre, en lo posible. Al menos, he luchado»
Isabel Etxeberria, La Mira

Así, Isabel Etxeberria llegó al pueblo de Llansá (Gerona) un día de enero de 1943.

### Llansá durante la posguerra
Llansá fue también un pueblo republicano y de izquierdas durante la Primera y la Segunda República españolas, siendo alcalde, en nombre de Esquerra Republicana, Pere Purcallas i Salvà. Como consecuencia de esto, durante los primeros años de la dictadura franquista, la población sufrió una dura represión; muchos de los hombres del pueblo habían muerto durante la guerra, muchas familias que se habían escabullido al exilio... En el pueblo había mucha pobreza, según Isabel Etxeberria.
El edificio de la escuela se construyó en 1920, cuando el Ayuntamiento de entonces había asumido una gran responsabilidad para agrupar las aulas dispersas por el pueblo y reunirlas en un edificio adecuado. Siguiendo el proyecto del arquitecto Ricard Giralt i Casadesús, el edificio de las nuevas escuelas se inauguró en el curso 1928-1929, después de una larga y compleja gestión municipal. El edificio alberga la casa consistorial desde la construcción, en 1976, de la nueva escuela Pompeu Fabra.
Durante el franquismo las chicas y los chicos estaban separados, en cada una de las plantas del edificio; a la primera, los chicos, a la planta baja, las chicas. En el primer curso, Isabel Etxeberria tuvo a su cargo chicas de tercero, pero a partir de entonces trabajó con grupos de chicas de entre 12 y 14 años, hasta que en los últimos años de la transición se retomaron los equipos mixtos. Un único profesor enseñaba todas las asignaturas.

### Toda una vida de profesora

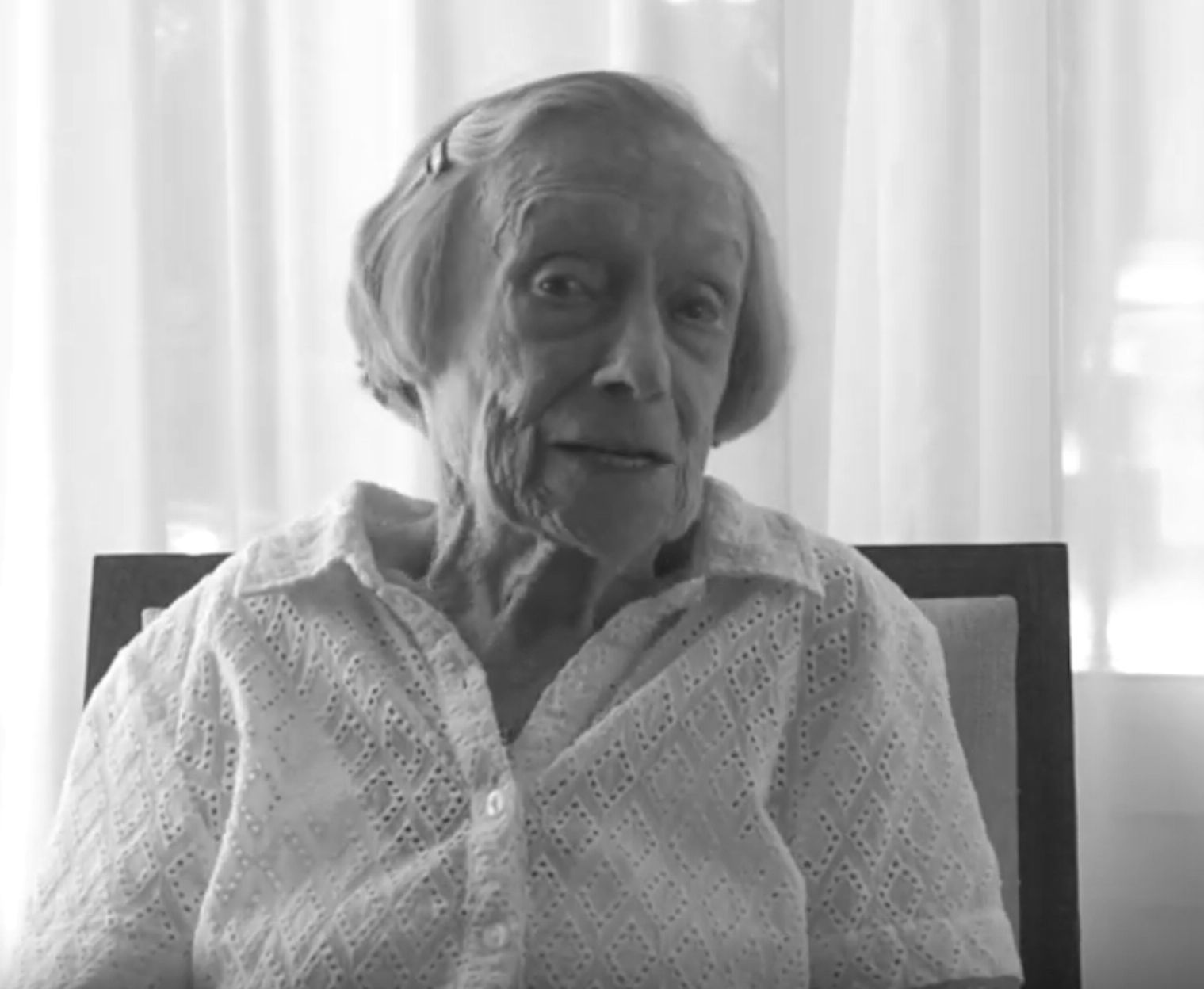
Isabel Etxeberria, en Llansá (2021).

Hizo casi toda su vida profesional en Llansá, donde fue profesora de la escuela durante treinta y siete años, hasta que se jubiló en 1980.
Durante estos largos años vio cambiar la escuela, el pueblo y la sociedad de Llansá, de la dictadura más estricta del franquismo a los primeros años de la democracia. Ella intentó perpetuar siempre la concepción y el espíritu de las maestras de la República, tanto el que hace a la enseñanza como el que hace a la lengua.

Estimar a los niños. Si los aprecias, te entienden. Es muy extraño el niño, por muy malo que sea, que no llegues a saber llevar. Puede patalear, te puede insultar, se puede enfadar..., pero algo encontrarás. Es más cómodo dejarlo, pero un maestro se tiene que sacrificar [...] el maestro tiene que tener en cuenta que está formando, está influyendo en la formación del que será aquella persona, aquel niño.
[...] Aquí se hablaba catalán a pesar de que en la escuela obligaban a hacerlo en castellano. Del mismo modo que yo hablaba en vasco con las niñas de Gabiria y estaba prohibido. Los maestros de aquí, pues, hablaban en catalán, como es natural.
Isabel Etxeberria, La Mira

## Homenajes y distinciones

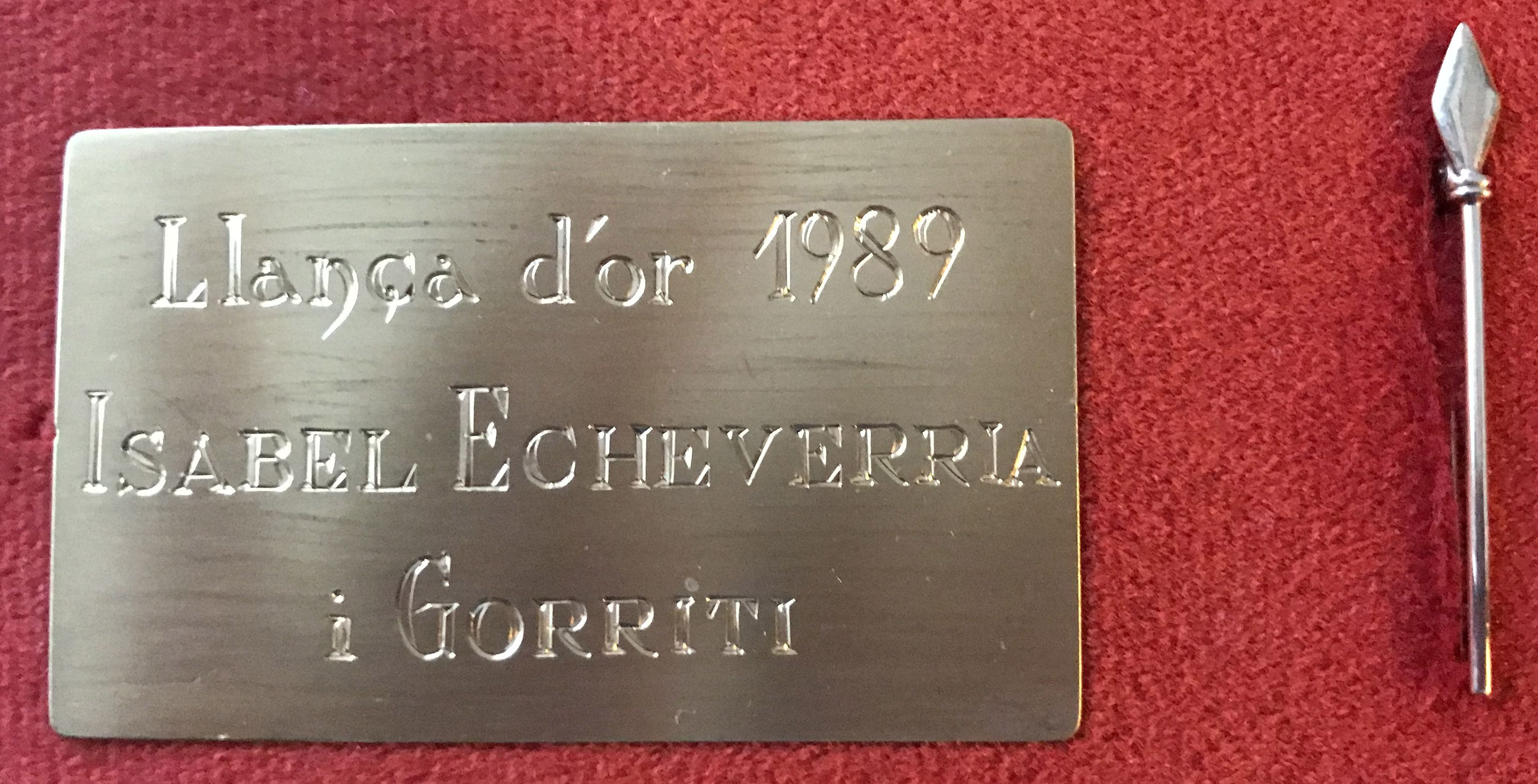
Premio Llança d'or (lanza de oro) 1989.

### Llança d'or (1989)
El año 1989 el Ayuntamiento de Llansá le otorgó la distinción Llança d'or (lanza de oro), «por sus treinta y siete años de fecundo magisterio a nuestra localidad y por su generosa aportación social y cultural».
Cuando cumplió cien años, en el 2015, Isabel Etxeberria volvió a Quintanilla de Ribera Baja para reunirse con cinco supervivientes de los catorce alumnos que tuvo en el grupo en 1935.

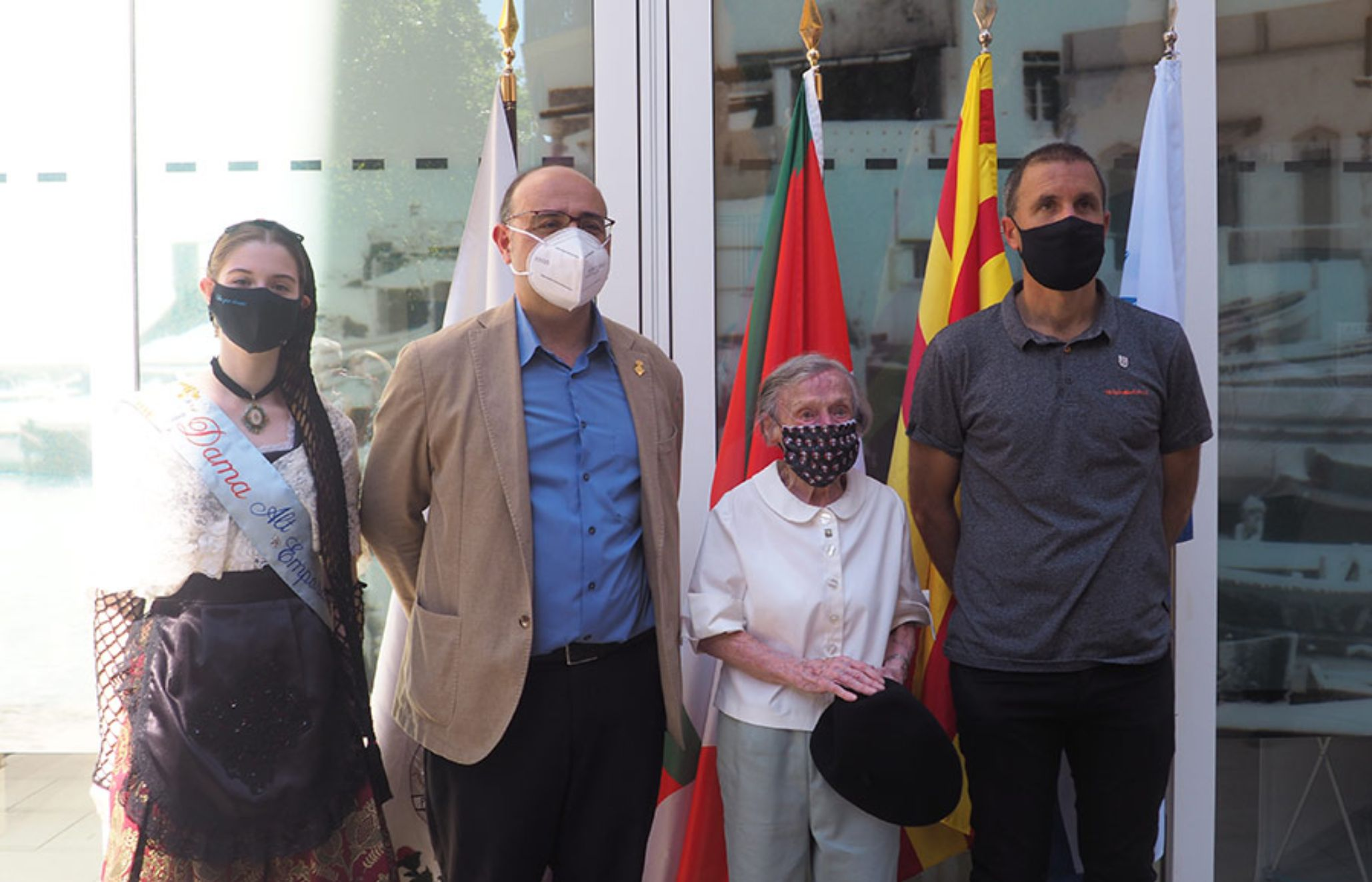
De izquierda a derecha: María Casas, pubilla (representante cultural) de Llansá; Francesc Guisset, alcalde de Llansá; Isabel Etxeberria; y Haritz Alberdi, alcalde de Guetaria (Guipúzcoa), el 12 de septiembre de 2020.

### Homenaje de los ayuntamientos (2020)
El 12 de septiembre de 2020, la Sociedad de Ciencias Aranzadi, el Ayuntamiento de Llansá y el Ayuntamiento de Guetaria hicieron una acto de homenaje a Isabel Etxeberria, en Llansá, por la depuración sufrida durante el franquismo y por su tarea como maestra local durante toda la vida. El alcalde de Guetaria, Haritz Alberdi, bailó el aurresku de honor.

### Cruz de San Jorge (2021)
En 2021, la Generalidad de Cataluña le otorgó la Cruz de San Jorge «en reconocimiento de su papel esforzado para dotar nuestro país de una pedagogía propia y de un sistema de enseñanza consolidada, a través de un trabajo tenaz personal que se inició con su llegada en la escuela de Llansá en 1943, donde ejerció la docencia durante 40 años. Allá se estableció después de haber sido maestra vasca de la República, depurada por el franquismo. A sus 106 años, continúa siendo un referente para muchas generaciones».
El premio le fue entregado por Pere Aragonès, presidente de la Generalidad de Cataluña, en un acto celebrado el 13 de diciembre de 2021, en el teatro municipal de Barberá del Vallés. El resto de galardonados y el público presente, puestos en pie, dedicaron una larga ovación a Isabel Etxeberria.

## Vida personal
Arraigó en Llansá al casarse con Miquel Fa i Caula. Tuvieron dos hijas: María Dolores y Mayra.